# يو (ممثلة)
يو (بالكانا:ゆう) هي مغنية وعارضة وعارضة أزياء وشاعرة وممثلة يابانية، ولدت في 29 أغسطس 1964 بطوكيو في اليابان.

## أعمال

### أفلام
- (2004) لا أحد يعلم[3]
- مستمر بالمشي (2008)

## وصلات خارجية
- يو على موقع IMDb (الإنجليزية)
- يو على موقع ألو سيني (الفرنسية)
- يو على موقع ميوزك برينز (الإنجليزية)
- يو على موقع ميوزك برينز (الإنجليزية)
- يو على موقع أول موفي (الإنجليزية)
- يو على موقع قاعدة بيانات الأفلام السويدية (السويدية)
- يو على موقع ديسكوغز (الإنجليزية)
- يو على موقع ديسكوغز (الإنجليزية)
- يو على موقع قاعدة بيانات الفيلم (الإنجليزية)
- يو على موقع كينوبويسك (الروسية)